# Closterium parvulum
Closterium parvulum là một loài Song tinh tảo trong họ Desmidiaceae, thuộc chi Closterium.